# 施特拉斯拉赫-丁哈廷
施特拉斯拉赫-丁哈廷（德語：Straßlach-Dingharting，發音：[ˈʃtʁaːslax ˈdɪŋhaʁtɪŋ]）是德国巴伐利亚州上巴伐利亚行政区慕尼黑县的市镇，面积28.34平方千米，2023年12月31日人口为3,321人。